# Liste der Monuments historiques in Sommauthe
Die Liste der Monuments historiques in Sommauthe führt die Monuments historiques in der französischen Gemeinde Sommauthe auf.

## Liste der Objekte
| Bezeichnung       | Beschreibung | Standort                     | Kennzeichnung | Schutzstatus | Datum | Bild |
| ----------------- | --- | ---------------------------- | ------------- | ------------ | ----- | ---- |
| Hauptaltar        | Altartisch und Baldachin; Marmor, 19. Jahrhundert; aus der Abtei Belval in Belval-Bois-des-Dames                        | in der Kirche St-Jean (Lage) | PM08000538    | Classé       | 1972  |      |
| Zwei Seitenaltäre | jeweils Altartisch, Retabel und Skulptur; Marmor, Stein, 19. Jahrhundert; aus der Abtei Belval in Belval-Bois-des-Dames | in der Kirche St-Jean (Lage) | PM08000537    | Classé       | 1972  |      |